# Wielkopłetw wspaniały

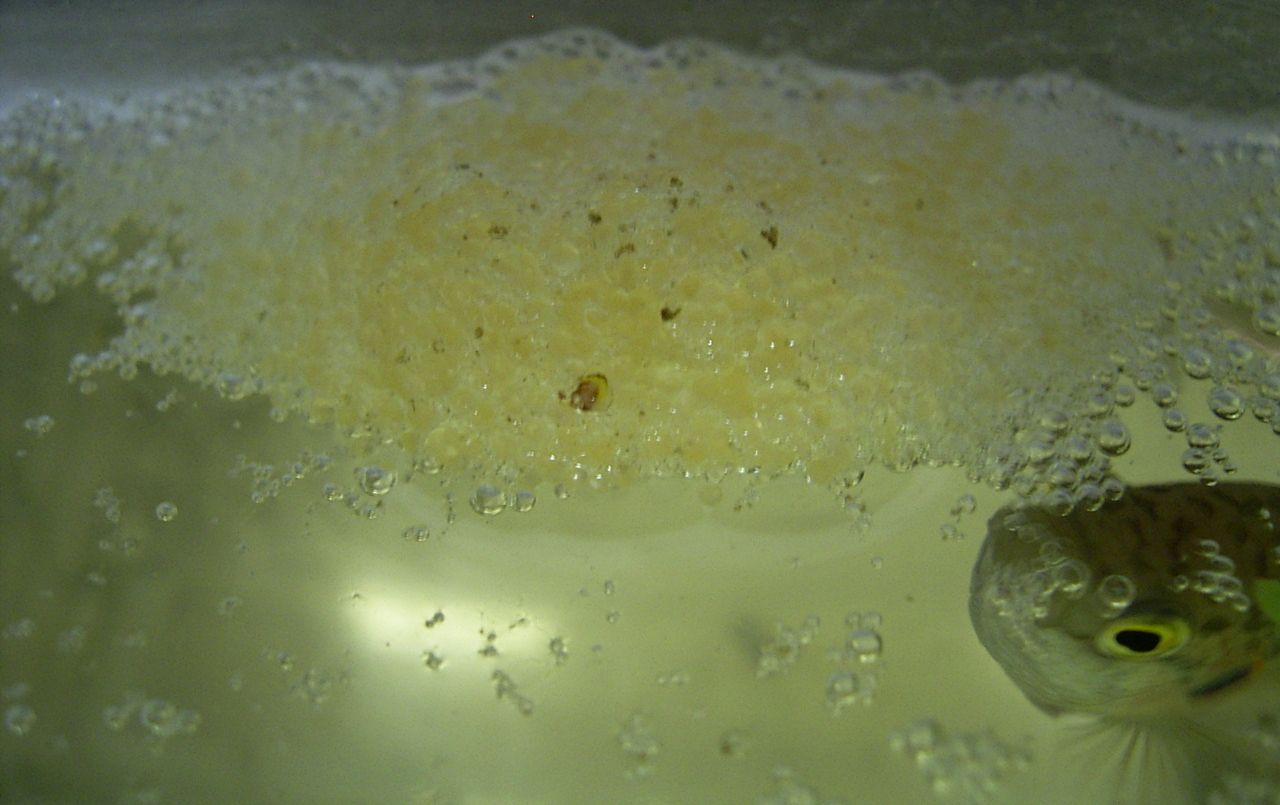
Wielkopłetwy budują gniazda z pęcherzyków powietrza przy powierzchni wody

Wielkopłetw wspaniały,, wielkopłetw chiński (Macropodus opercularis) – gatunek słodkowodnej ryby z rodziny guramiowatych (Osphronemidae). Uznawany jest za jedną z najstarszych ryb akwariowych. Do Europy sprowadzony w 1869.

## Występowanie
Wschodnie Chiny.

## Charakterystyka
Ciało silnie bocznie spłaszczone. Płetwy nieparzyste znacznie wydłużone i spiczasto zakończone. Dorasta do 9 cm długości.

## Dymorfizm płciowy
Samce barwniejsze, mają dłuższe zakończenia płetw nieparzystych.

## Warunki hodowlane
Ryba drapieżna i niezgodna, a w okresie tarła agresywna nawet wobec samic swojego gatunku. Z tego powodu zaleca się utworzenie w dekoracji akwarium kryjówek dla samic i pozostałych ryb.
Samiec sprawuje opiekę nad ikrą i narybkiem.

## Warunki w akwarium
| Zalecane warunki w akwarium | Zalecane warunki w akwarium              |
| --------------------------- | ---------------------------------------- |
| Zbiornik                    | średni                                   |
| Temperatura wody            | 15 – 26 °C                               |
| Twardość wody               | miękka do twardej, 6 – 20°n              |
| Skala pH                    | 6,0 – 8,0                                |
| Pokarm                      | wszystkożerna, ale preferuje pokarm żywy |